# Vertente do Lério
Vertente do Lério este un oraș în Pernambuco (PE), Brazilia.